# Afrika Korps vs. Desert Rats
Az Afrika Korps vs. Desert Rats (magyarul: Afrika Hadtest a Sivatagi Patkányok ellen) egy magyar fejlesztésű, második világháborús valós idejű stratégiai játék. Fejlesztette és Magyarországon kiadta a Digital Reality, külföldön a Monte Cristo.

## Küldetések
A játékban tizenhat küldetés kapott helyet: hét-hét szövetséges és a tengelyhatalmak részéről illetve két történeti küldetés is. Egy küldetésnek mindig van egy elsődleges célkitűzése, amit mindenképpen teljesíteni kell. Alapvető feltétele, hogy a hősnek életben kell maradni, illetve lehetnek további opcionális és titkos célok. Ha egy küldetést sikeresen befejeztünk, először kapunk egy naplóbejegyzést, majd egy általános eligazítást. Utána megjelenik az egységválasztás képernyő, ahol pontokért tudjuk összeválogatni a küldetésre szánt egységeket. A pontok száma az előző küldetésben végrehajtott opcionális céljainktól, veszteségeinktől függ.

### Küldetések időrendben
- 1. történeti
- Német 1. Áttörés
- Német 2. A sivatag szelleme
- Német 3. Aludj csak, oroszlán
- Német 4. Tűzkeresztség
- Német 5. Olló és papír
- Német 6. A papír beburkolja a követ
- Német 7. Az olló elvásik a kövön
- Német 8. Tobruk patkányai
- Szövetséges 1. Kidney Ridge
- Szövetséges 2. A bátrak szerencséje
- Szövetséges 3. Fáklya hadművelet
- Szövetséges 4. Sasok ideje
- Szövetséges 5. Tobruk visszafoglalása
- Szövetséges 6: Sas végveszélyben
- 2. történeti

## Játékmechanika
A játékban nincs egységgyártás, a járművek nem igényelnek benzint és lőszert. Minden egységnek van egy lőtávja, amin túl nem tud lőni, illetve egy látótávolsága, amin kívül csak a terepet látja (Fog of War). A játékban több mint 70-féle egység található, 8 különböző gyalogos-típus (lövész, gépfegyveres, felderítő, utász, gránátos, szanitéc, lángszórós és mesterlövész) és 6 jármű-kategória (harckocsik, felderítő járművek, szállító járművek, harckocsi elhárító-/légvédelmi lövegek, tüzérség, légi egységek). Gyalogosokkal bármely jármű és épület elfoglalható, mindegyikük külön bónuszt ad neki (pl. felderítő nagyobb látótávolságot).

## Történet
Erich von Hartmann a német és Gregory M. Sinclair, az angol főszereplő vetélytársak voltak az 1936-os olimpián, vetélytársak a szerelemben (egy Lys nevű hölgyért) és katonaként is egymás ellen vezeti őket a hadiszerencse. A történetet a küldetések előtti naplóbejegyzésekből ismerhetjük meg. A cselekményt egy hivatásos író, Gáspár András írta.

## Motor
A játékot a Digital Reality saját fejlesztésű, Walker 2-es motorja hajtja, melyet Vasvári Balázs készített. A világ első játéka, ahol minden-mindenre ható árnyéktechnikával rendelkezik. Első verziója a Platoon-t és a Hegemonia-sorozatot hajtja, a 2-es az Afrika Korpson kívül a szintén Digital Reality által készített D-day-t, a Moscow to Berlin-t és a Battle of the Bulge-t is.

## Zene
A zenét Kreiner Tamás és Nagy Ervin szerezte, mely a Bécsi szimfonikus zenekar előadásában jelenik meg.

## Érdekességek
A játék német nyelvű országokban (és Magyarországon) Afrika Korps vs. Desert Rats, míg angol és francia nyelvterületeken Desert Rats vs. Afrika Korps címen jelent meg.